# 南马托格罗索州
南马托格罗索州（葡萄牙語：Mato Grosso do Sul）是巴西西部的一个州，首府大坎普，人口2,297,981人。该州与玻利维亚和巴拉圭接壤。